# Heurelho Gomes
Pour les articles homonymes, voir Gomes.
Heurelho da Silva Gomes, né le 15 février 1981 à João Pinheiro, est un ancien footballeur international  brésilien, qui  évoluait au poste de gardien de but.

## Biographie
Le 24 mai 2014, il rejoint Watford FC. Le 16 avril 2016, il devient le premier gardien à arrêter deux penalties dans le même match en Premier League.

### En sélection
Il connait sa première sélection en 2003. Il fera quelques apparitions dans le groupe jusqu'à devenir titulaire jusqu'à la coupe des confédérations 2005. Depuis la coupe des confédérations, il fait des apparitions plus rares. Depuis 2009, Dunga le rappelle à la suite de sa bonne saison à Tottenham. Il est troisième gardien à la coupe du monde 2010.

## Palmarès
- Cruzeiro EC
  - Championnat du Brésil
    - Champion (1) : 2003

  - Coupe du Brésil
    - Vainqueur (1) : 2003

  - Championnat du Minas Gerais
    - Champion (3) : 2002, 2003, 2004
- PSV Eindhoven
  - Championnat des Pays-Bas
    - Champion (4) : 2005, 2006, 2007, 2008

  - Coupe des Pays-Bas
    - Vainqueur (1) : 2005
- Tottenham Hotspur
  - Carling Cup
    - Finaliste : 2009
- Watford
  - Football League Championship (D2)
    - Vice-champion : 2015
      - Fa Cup : Finaliste 2019